# Erfurt
Erfurt és una ciutat alemanya, capital de l'estat de Turíngia. És un centre manufacturer amb una població que supera els 200.000 habitants.
Erfurt està situada al centre d'Alemanya, 100 km al sud-oest de Leipzig, 113 a l'est de Kassel i 180 al sud-est de Hannover.

## Història
L'any 742 s'esmenta per primera vegada a Erfurt. En aquest any, Bonifaci va fundar la diòcesi d'Erfurt.
La ciutat estava encesa la Via Regia, una xarxa de camins comercials medieval que s'estenia per tot Europa. Es va convertir en un important centre comercial a l'Edat Mitjana. Erfurt era membre de la Lliga Hanseàtica, una aliança d'associacions comercials i ciutats de mercat. També va ser famós per la producció de Isátide (Isatis tinctoria). El colorant indi es fa de la planta Isátide.
Erfurt està en el camí de Santiago (alemany: Jakobsweg). A l'edat mitjana es van establir aproximadament set monestirs a la ciutat. El famós filòsof i teòleg Mestre Eckhart va viure al monestir dominicà des de l'any 1275 fins al 1311. Martí Luter, iniciador de la Reforma protestant, va viure al Monestir de Sant Agustí des 1505 fins 1511.
En 1806 després de la derrota de Prússia a la qual pertanyia la ciutat des 1802 i el Tractat de Tilsit. Erfurt va passar a ser part d'un Principat depenent directament de l'emperador Napoleó I .
En aquesta ciutat va tenir lloc l'anomenat Congrés d'Erfurt, que va reunir el 1808 a Napoleó Bonaparte amb el tsar Alexandre I de Rússia. L'escriptor Johann Wolfgang von Goethe va assistir al congrés.
Després del Congrés de Viena a 1815 la ciutat va passar a formar part de la Província de Saxònia al Regne de Prússia . Que havia conquerit la ciutat el 6 de gener de 1814 i les fortaleses que la defensaven el maig 16 .
Després de la Primera Guerra Mundial i la proclamació de la Primera República Alemanya la ciutat va esdevenir capital de el nou estat de Turíngia creat després de l'agrupació dels antics ducats Ernestins .
Durant el període de la República Democràtica Alemanya (RDA), es va voler demolir part de el casc medieval de la ciutat per construir en el seu lloc una autopista. Però, després de la caiguda del Mur de Berlín en 1989, es van anul·lar aquests plans.
La ciutat va tornar a ser capital de l'Estat Lliure de Turíngia després de la Reunificació alemanya de 1990 

## Economia
Erfurt és un centre de transport per als trens d'alta velocitat i altres xarxes de transport alemanyes i europees. Això fa de la logística una de les seves principals indústries. Altres indústries importants són agricultura, horticultura i microelectrònica .
El Tribunal Federal Alemany del Treball (alemany: Bundesarbeitsgericht) es troba a Erfurt.

## Educació
La Universitat d'Erfurt es va establir per primera vegada en 1379. Va tancar el 1816, però es va reobrir el 1994. Martí Luter va estudiar allà des de 1501 fins a 1505. També es creu que Johannes Gutenberg, qui va desenvolupar la impremta, es va inscriure allà en 1418. Erfurt també té una Fachhochschule, una universitat de Ciències Aplicades.

## Atraccions turístiques
Molts visitants venen a veure el centre històric de la ciutat medieval de la ciutat. Una de les principals atraccions turístiques és el Krämerbrücke (el pont dels comerciants). El pont va ser construït en la seva forma actual a 1472. Té edificis amb botigues i cases en ell. La gent encara hi viu.
La ciutat és ben coneguda pels seus festivals durant tot l'any. Dos milions de persones visiten els seus mercats de Nadal cada any.
Altres llocs importants a la ciutat són:
- Monestir de Sant Agustí, on va viure Martí Luter de 1505 a 1511. Ha estat nominat com a Patrimoni de la Humanitat .
- Antiga Sinagoga, Erfurt, que data dels segles xi i xii. És una de les sinagogues més antigues d'Europa i ha estat nominada com a Patrimoni de la Humanitat.
- Catedral d'Erfurt i la Severikirche (Església de Sant Sever), que donen a Domplatz, la plaça de la Catedral.
- Petersberg Ciutadella, una fortalesa de segle xvi en un turó amb vistes a centre de la ciutat. És una de les fortaleses més grans i millor conservades d'Europa.
- Topf und Söhne, el lloc de l'empresa que va fer els crematoris per als camps de concentració durant l'Holocaust. Ara és un museu que documenta les activitats de la companyia i la història de l'Holocaust.
- Margaretha Reichardt Haus, el taller i la llar de Margaretha Reichardt (1907-1984), un teixidor i artista tèxtil que va ser entrenat en la Bauhaus .

## Fills il·lustres
- Martí Luter (1483–1546), instigador de la reforma protestant
- Johann Pachelbel (1653–1706), compositor
- Adam Ries (1492-1559), matemàtic
- Kaspar von Stieler (1632—1707) escriptor i lingüista
- August Gottfried Ritter (1811-1885) compositor i organista
- Johann Gottfried Walther (1684-1748) organista, compositor i musicòleg
- Robert Schwalm (1845-1912) compositor musical
- Max Weber (1864-1920), sociòleg i economista
- Bruno Ramann (1832-1897), poeta i compositor musical.